# Kiotói vasútállomás
A Kiotói vasútállomás Japánrégi fővárosának, Kiotónak a legnagyobb és legforgalmasabb vasútállomása, a város közlekedésének fő csomópontja, az ország egyik legforgalmasabb vasútállomása, amely összekapcsolja a Tókaidó Sinkanszent, öt JR West (JR西日本 Jeiáru Nisi-Nihon) vonalat, egy Kintecu vonalat, és további helyi vasútvonalakat. A vasútállomáshoz egy metróvonal is kapcsolódik, amelyet 1981-ben építettek.

## Sinkanszen-járatok

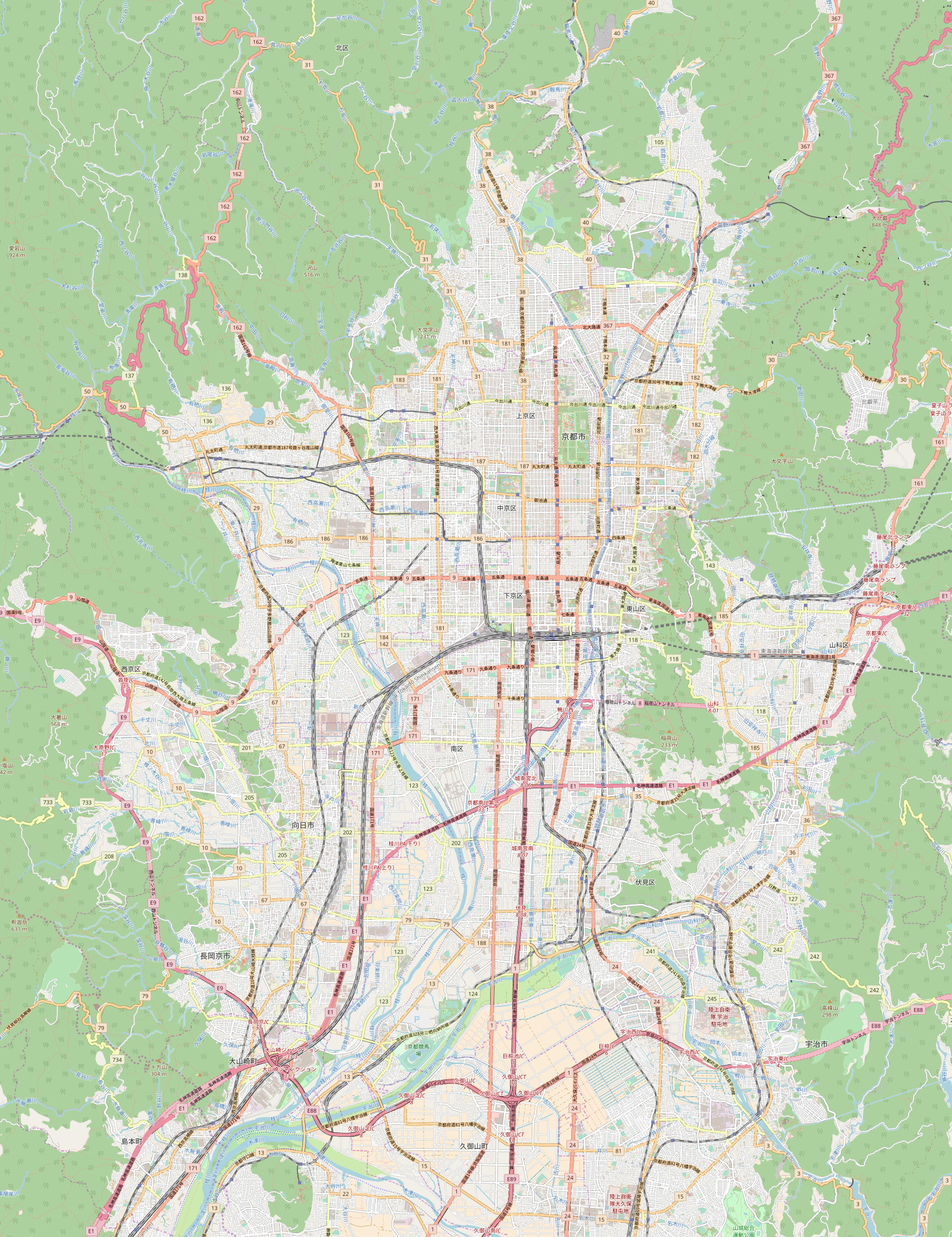
Kiotó domborzati,- és főúthálózati térképe

A JR Central (JR東海) által működtetett Tókaidó Sinkanszen nagysebességű vasúti szolgáltatást biztosít Kiotó, Nagoja, Jokohama és Tokió között, Kiotótól nyugatra kezdődik a Szanjó Sinkanszen, mely Kóbe, Okajama, Hirosima, Kitakjusu és Fukuoka felé teremt kapcsolatot. Kiotóból Tokióba (513 km) az utazás átlagosan két és fél óráig tart.

## Képgaléria

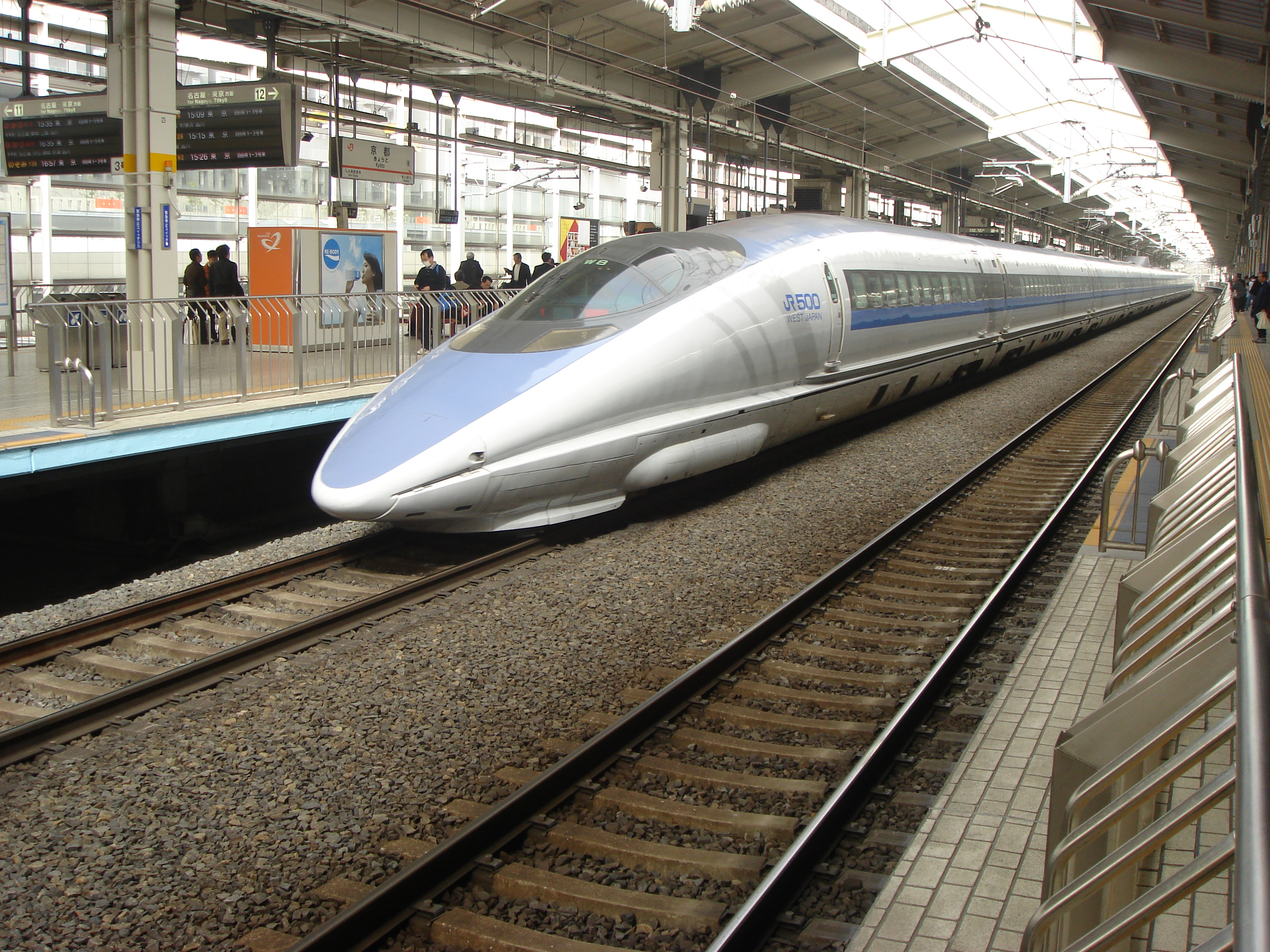
Sinkanszen 500-as sorozat
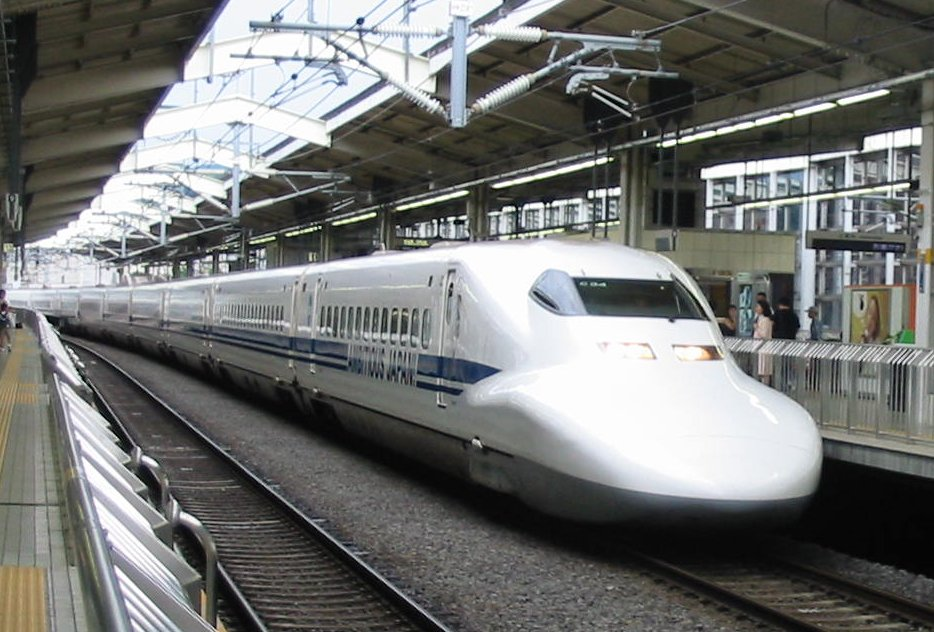
Sinkanszen 700-as sorozat
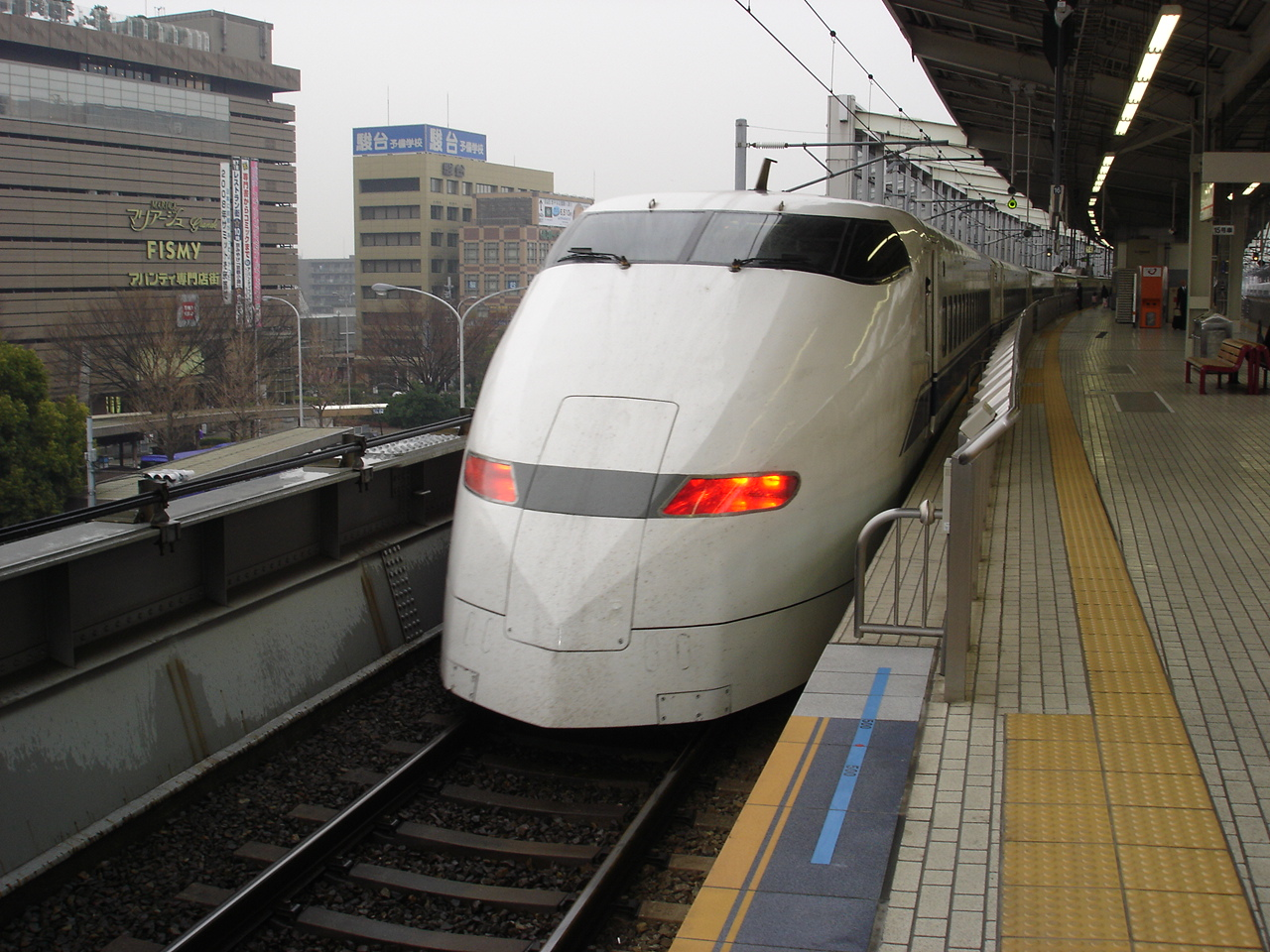
Sinkanszen 300-as sorozat
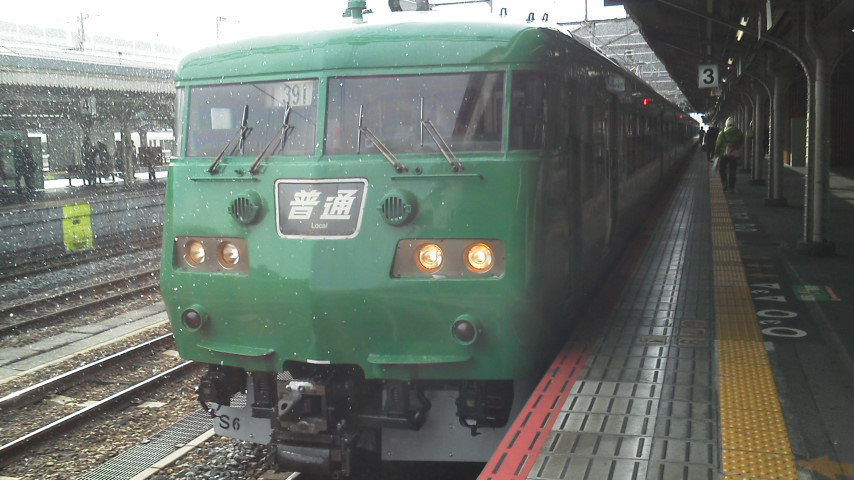
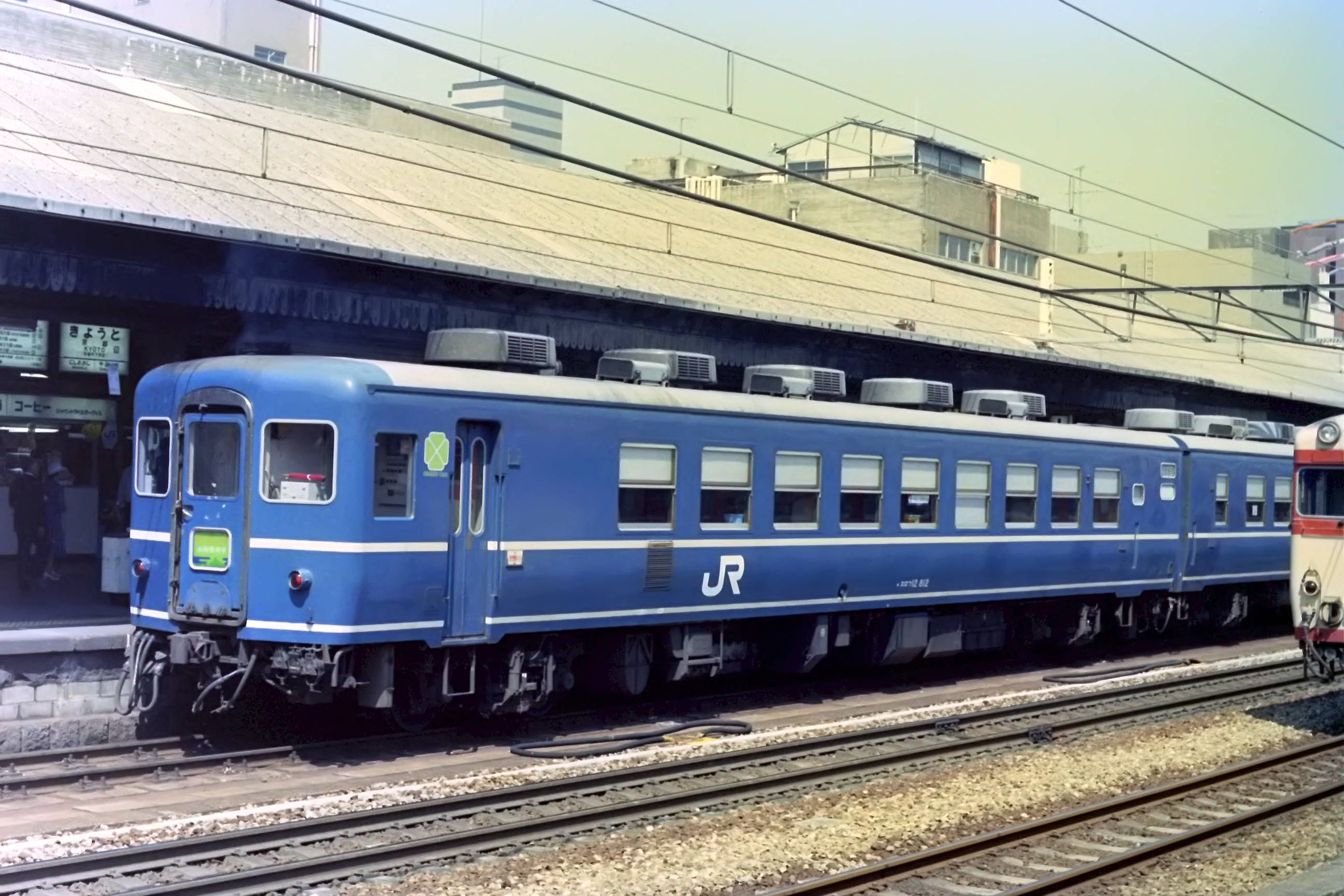
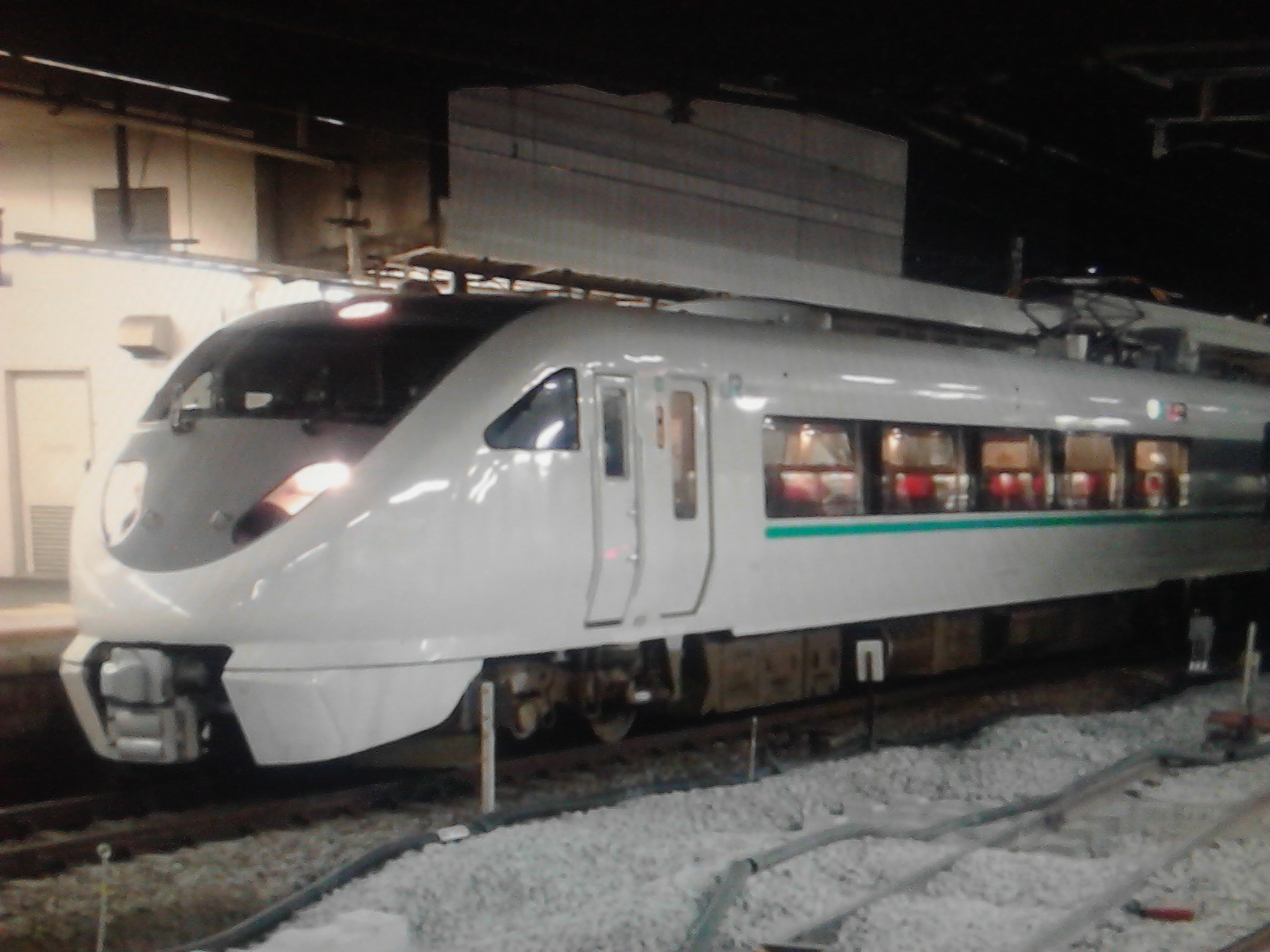
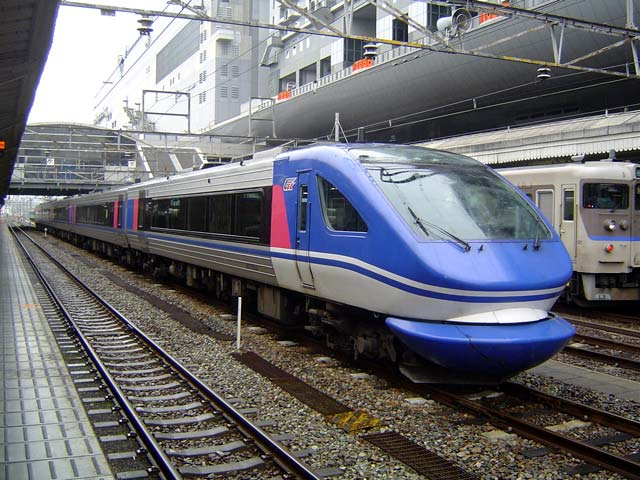
Chizu Express
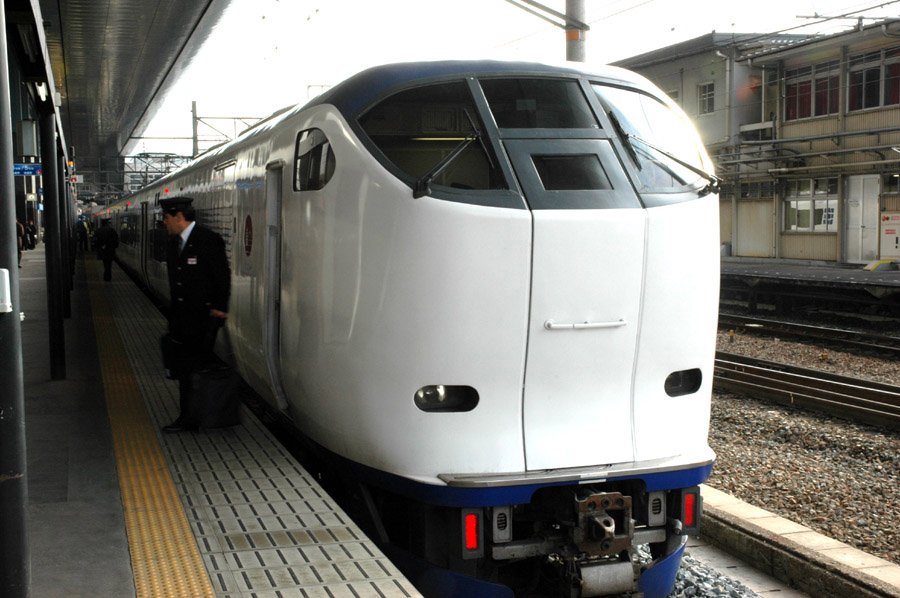
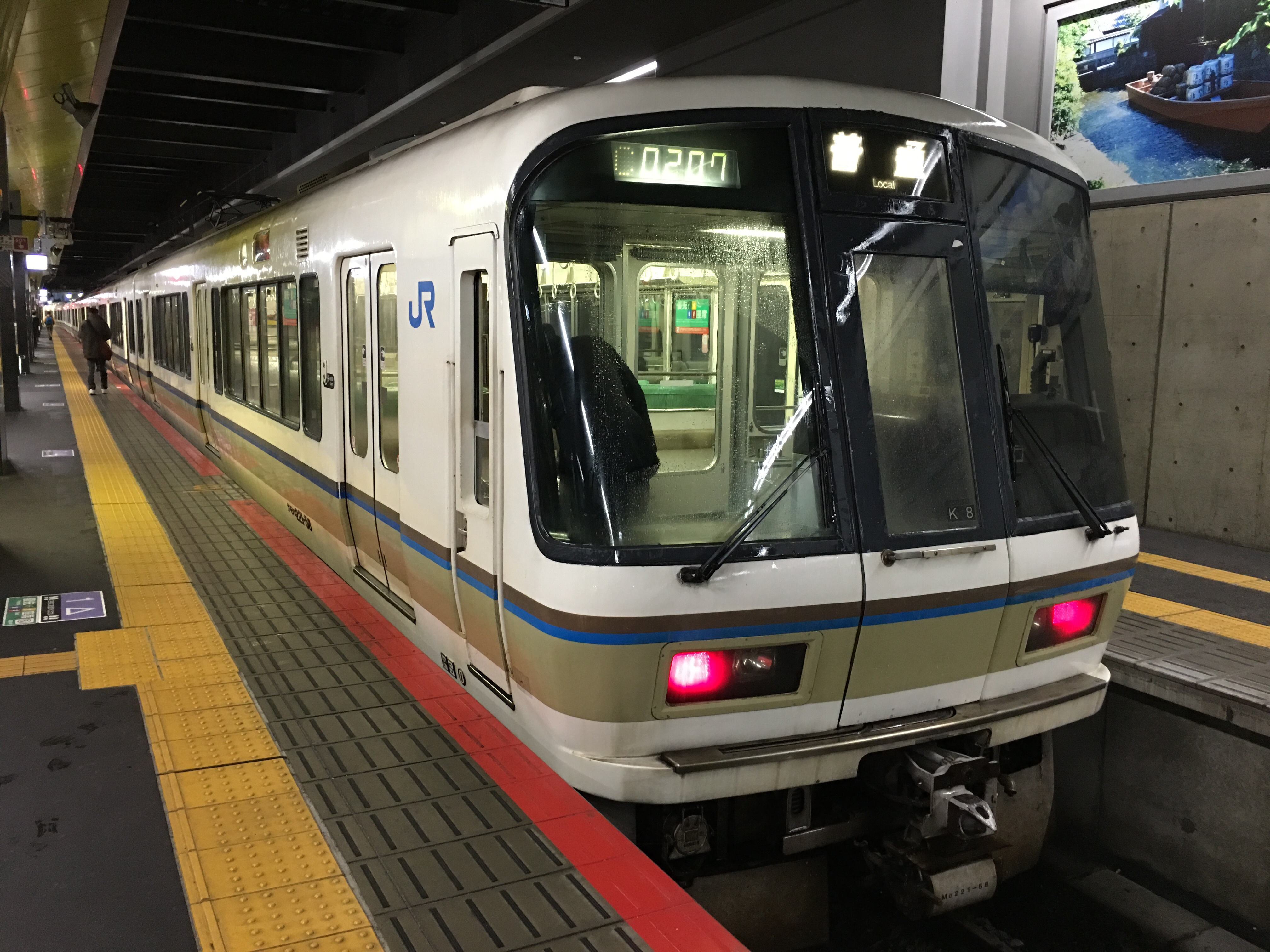
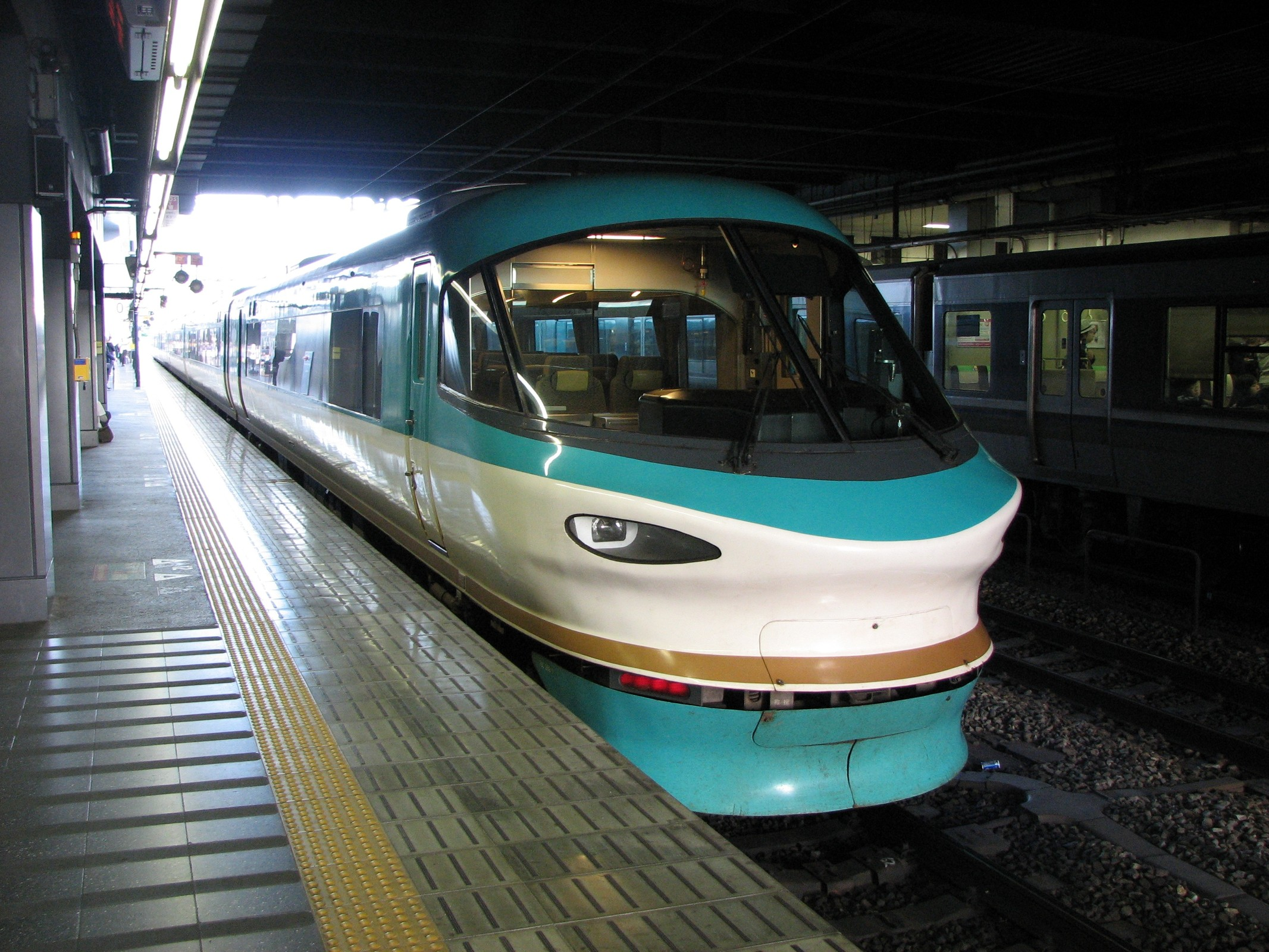
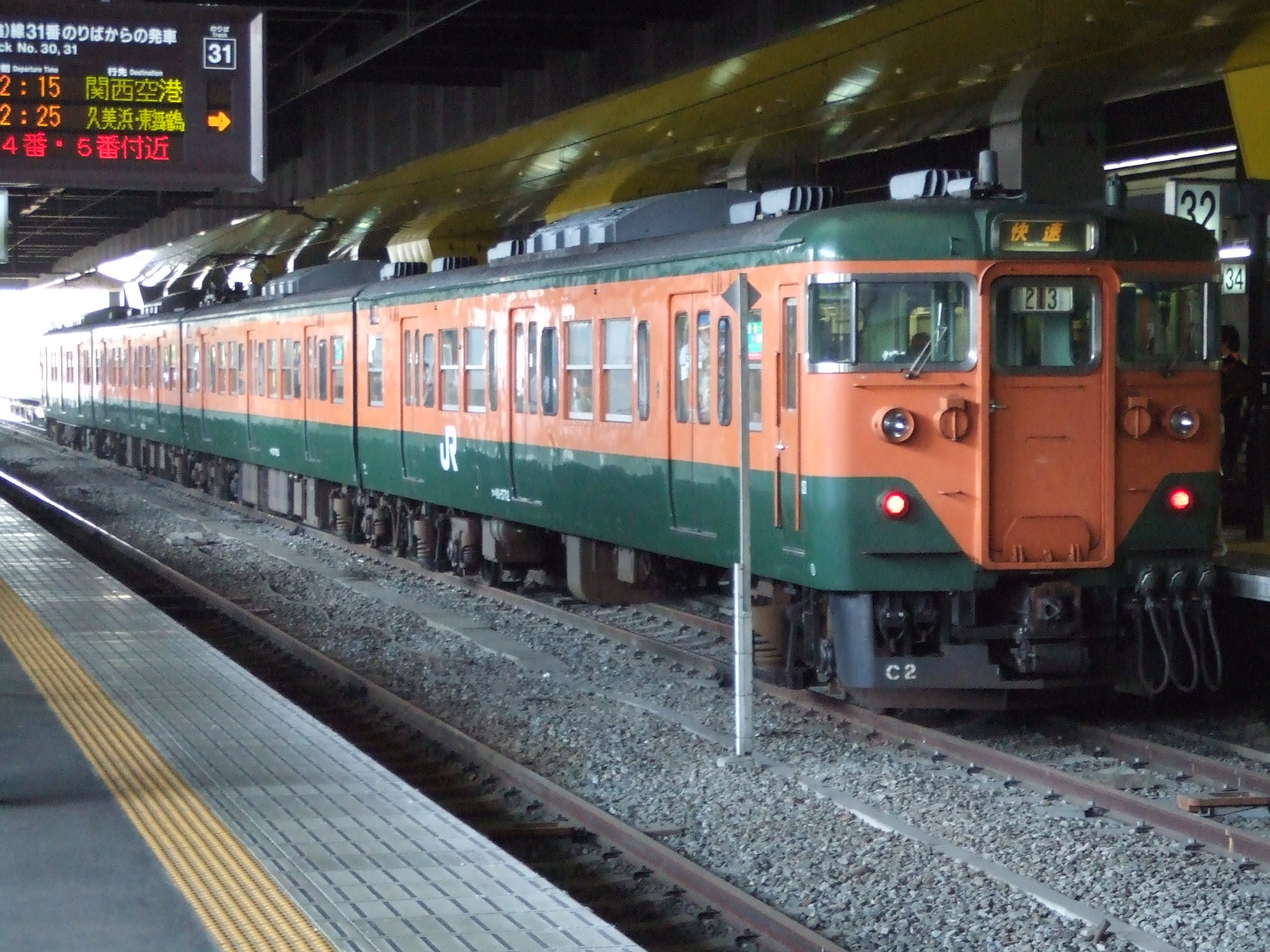
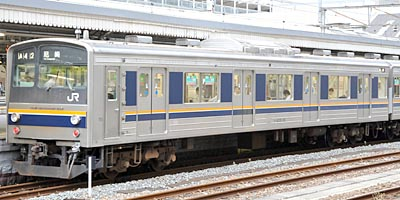